# Бойко, Андрей Владиславович
Андре́й Владисла́вович Бо́йко (род. 26 октября 1966, Хабаровск, РСФСР) — советский и российский учёный в области механики жидкости и газа, гидродинамической неустойчивости сдвиговых течений и разработки методов управления обтеканием тел. Доктор физико-математических наук, профессор РАН, главный научный сотрудник Института теоретической и прикладной механики (ИТПМ) им. С. А. Христиановича Сибирского отделения (СО) РАН. Член Российского национального комитета по теоретической и прикладной механике, член-корреспондент Российской академии наук (РАН) по Отделению энергетики, машиностроения, механики и процессов управления (секция механики).

## Биография
Родился в Хабаровске. Отец, Владислав Акимович Бойко — выпускник МГУ, работал геологом; мать, Тамара Александровна Бойко (Тихомирова) — тоже выпускница МГУ, физик, позднее получила второе высшее образование в Хабаровском медицинском институте, об истории которого написала несколько книг.
В 1983 году А. В. Бойко окончил среднюю школу № 5 гор. Хабаровска с преподаванием ряда предметов на английском языке. Тогда же поступил на физический факультет Новосибирского государственного университета (НГУ). На выбор вуза повлияли опыт участия в летних школах при НГУ и рекомендация СО АН СССР в связи с успехами на предметных олимпиадах школьников Восточной зоны СССР. В 1985 г. был призван в Советскую армию (отсрочка для студентов большинства вузов в те годы была отменена) и прослужил один год. После демобилизации продолжил обучение; параллельно, в 1986—1988 гг. посещал факультет общественных профессий при НГУ, где приобрёл специальность «переводчик английского языка».
В 1989 году окончил НГУ с квалификацией «физик» и поступил в аспирантуру ИТПМ СО РАН. Руководителем во время обучения в вузе и аспирантуре был профессор В. В. Козлов — основатель научной школы по устойчивости и турбулентности в НГУ. В 1992 г. А. В. Бойко защитил кандидатскую диссертацию, затем работал в ИТПМ в должностях инженера, научного (с 1993 г.) и старшего научного (с 1996 г.) сотрудника. С 2005 года, после защиты докторской диссертации «Физические механизмы перехода к турбулентности на полосчатых структурах», занимал должность ведущего, а с 2008 года по настоящее время — главного научного сотрудника.

## Научная деятельность
Основное содержание научной работы А. В. Бойко — анализ и прогнозирование возникновения турбулентности в различных сдвиговых течениях. Выполнил также цикл исследований вязкоупругих свойств материалов, в том числе с нанодобавками, с целью использования их в качестве податливых покрытий для управления течениями. Ряд работ посвящён моделированию течений крови и сверхзвуковой аэродинамике.
В научных трудах А. В. Бойко с коллегами
- предложены новые теоретические, расчётные и экспериментальные методы, позволившие получить существенное продвижение в описании ламинарно-турбулентного перехода в ряде течений сплошной среды;
- дано экспериментальное обоснование применимости количественных результатов линейной теории гидродинамической устойчивости в области критического числа Рейнольдса в физически важном случае двумерного пограничного слоя;
- выполнено моделирование нелинейных волновых процессов в отрывах пограничного слоя, новых сценариев перехода к турбулентности при высокой степени возмущённости набегающего потока, неустойчивости пограничных слоёв, восприимчивости к внешним возмущениям над искривленными поверхностями;
- рассмотрены эффекты увеличения теплопередачи при помощи добавок наночастиц в течения в каналах;
- предложены способы уменьшения сопротивления трения в турбулентных потоках.

Эти исследования имеют прикладное значение: в них показана возможность управления возникновением турбулентности в ряде практических случаев с помощью монолитных и многослойных податливых покрытий, некоторых микроэлектромеханических устройств, а также с помощью специального оребрения поверхности.
А. В. Бойко был руководителем ОКР, финансируемой ФГУП «РФЯЦ-ВНИИЭФ» (гор. Саров) в 2012 г., и НИР, финансируемой ОАО «Авиадвигатель» (гор. Пермь) в 2014 г., по созданию специальных методов и алгоритмов численного моделирования ламинарно-турбулентного перехода для аэродинамических приложений.

## Международное сотрудничество
В 1991 и 1992 гг. (суммарно 6 месяцев) стажировался в Королевском технологическом институте, Стокгольм, Швеция. В последующие годы многократно выезжал за рубеж по приглашению принимающей стороны для совместных научных исследований и других мероприятий в университеты Германии, Кореи, Китая, а также в Германский центр авиации и космонавтики (нем. Deutsches Zentrum für Luft- und Raumfahrt – DLR).
А. В. Бойко являлся членом научного комитета Четвертой международной конференции по экспериментальной механике жидкости и газа ICEFM2014 (Пекин, 2014), выполнял функции председателя секций на ряде профильных международных конференций.
Был соруководителем международного проекта с участием учёных ИТПМ СО РАН и DLR (2007—2010 гг.), поддержанного фондом Александра фон Гумбольдта, а также совместного проекта ИТПМ, ИВМ РАН и Технического университета гор. Дортмунда, финансируемого Немецким научно-исследовательским обществом (нем. Deutsche Forschungsgemeinschaft – DFG) (2015—2016 гг.).

## Научные стипендии, награды, звания
- 1994 г., 1997 г . — государственные научные стипендии президиума РАН;
- 1998 г. — стипендия фонда Александра фон Гумбольдта для научной работы в отделении DLR в гор. Гёттингене[3];
- 2001 г. — персональная научная стипендия фонда INTAS для проведения исследований в университете гор. Штутгарта;
- 2003 г., 2006 г. — стипендии Brain Pool Корейской федерации по науке и технологии (KOFST) по привлечению ведущих учёных.

- 2010 г. — почётное звание «Заслуженный ветеран Сибирского отделения РАН»;
- 2015 г. — почётное учёное звание «Профессор РАН»;
- с 2015 г. — член Российского национального комитета по теоретической и прикладной механике;
- 2016 г. — избран членом-корреспондентом РАН по Отделению энергетики, машиностроения, механики и процессов управления;
- 2016 г. — почётная грамота президиума СО РАН.

## Преподавательская деятельность
Начиная с 1993 года, ведёт работы лабораторного практикума на кафедре аэрофизики и газовой динамики НГУ.
В качестве приглашённого профессора читал — на английском языке — оригинальные курсы лекций по теории гидродинамической устойчивости и ламинарно-турбулентному переходу для магистрантов и аспирантов в Корейском институте передовых технологий (1995) и Пусанском национальном университете (2003).

## Семья
Женат, имеет троих детей.

## Основные научные публикации
Книги (всего 5)
- Boiko A.V., Grek G.R., Dovgal, A.V., Kozlov, V.V. // The Origin of Turbulence in Near-Wall Flows // Springer, 2002 — ISBN 978-3-662-04765-1.
- Boiko A.V., Dovgal, A.V., Grek G.R., Kozlov, V.V. // Physics of Transitional Shear Flows // Springer, 2012 — ISBN 978-94-007-2498-3.
- Бойко А. В., Клюшнев Н. В., Нечепуренко Ю. М. // Устойчивость течения жидкости над оребренной поверхностью // Москва: ИПМ им. М. В. Келдыша, 2016.

Патенты (всего 2)
- Бойко А. В., Грек Г. Р., Козлов В. В., Сызранцев В. В., Титаренко С. В., Щербаков В. А. // Способ ламинаризации пограничного слоя крыла и устройство для его реализации (варианты) // Патент RU 2086473, 1997.

Статьи (всего более 200)
- Boiko A.V., Westin K.J.A., Klingmann B.G.B., Kozlov V.V., Alfredsson P.H. // Experiments in a boundary layer subjected to free stream turbulence. Part 2. The role of TS-waves in the transition process // J. Fluid Mech., 1994, v. 281, pp. 219—245, DOI: 10.1017/S0022112094003095.
- Бойко А. В., Нечепуренко Ю. М. // Численный спектральный анализ временной устойчивости ламинарных течений в каналах постоянного сечения // Журнал вычислительной математики и математической физики, 2008, т. 48, № 10, стр. 1731—1747, статья.
- Kulik V.M., Semenov B.N., Boiko A.V., Seoudi B.M., Chun H.H., Lee I. // Measurement of dynamic properties of viscoelastic materials // Exp. Mech., 2009, v. 49, № 3, pp. 417—425, DOI: 10.1007/s11340-008-9165-x.
- Boiko A.V., Ivanov A.V., Kachanov Y.S., Mischenko D.A. // Steady and unsteady Görtler boundary-layer instability on concave wall // Eur. J. Mech. — B/Fluids, 2010, v. 29, № 2, pp. 61—83, DOI: 10.1016/j.euromechflu.2009.11.001.
- Kornilov V.I., Boiko A.V. // Efficiency of air microblowing through microperforated wall for flat plate drag reduction // AIAA J., 2012, v. 50, № 3, pp. 724—732, DOI: 10.2514/1.J051426.